# Chromatomyia ochracea
Chromatomyia ochracea este o specie de muște din genul Chromatomyia, familia Agromyzidae, descrisă de Friedrich Georg Hendel în anul 1920.
Este endemică în Austria. Conform Catalogue of Life specia Chromatomyia ochracea nu are subspecii cunoscute.